# 上村昇
上村 昇（かみむら のぼる、1952年10月8日 - ）は、日本のチェリスト。

## 経歴
千葉県市川市出身。父の手ほどきを受け、7歳でチェロを始めるも、2年で挫折。大学進学の際、小学校の時からのめり込んでいたビートルズに憧れ、彼らのようにはなれなくてもジャズギタリストくらいなら、と音楽の基礎を学ぶためチェロで京都市立芸術大学を受験。10年のブランクがあったが、現役で進学した。入学を許可してくれた大学には今でも感謝しているという。
京都市立芸術大学で父の東京音楽学校時代の先輩であり、巖本真理弦楽四重奏団のチェリストであった黒沼俊夫に師事。大学1年生のころ聴いたベートーヴェンの交響曲第9番の第3楽章を聴いて、音楽を一生続けていくことを決意したという。1975年に京都市立芸術大学を卒業。
1979年、京都・東京にてデビュー後、アメリカに渡りハーヴィー・シャピロに、ジュネーブにてピエール・フルニエに師事する。ジュネーブを中心に、フィレンツェ、ヴェローナ、ローマ、西フランスにおいてオーケストラとの共演、室内楽などで活躍。
1980年8月帰国に帰国し、国内での本格的な演奏活動を開始。1985年堀正文、清水和音と共にピアノ・トリオを結成する。
1991年ヴァーツラフ・ノイマン、チェコ・フィルハーモニー管弦楽団の日本公演ソリストに招かれ、ドヴォルザークの協奏曲を演奏。1998年に京都府民ホール・アルティの開館10周年を記念して、豊嶋泰嗣、矢部達哉、川本嘉子と京都アルティ弦楽四重奏団を結成し、定期的に公演を行っている。
NHK交響楽団など、国内の多数のオーケストラよりソリストとして招かれている。
1999年より母校の京都市立芸術大学教授を務めるほか、桐朋学園大学客員教授や大阪音楽大学・大阪音楽大学短期大学部特任教授として後進の指導にもあたっている。また、京都市交響楽団ソロ首席チェロ奏者、水戸芸術館専属の音楽団水戸室内管弦楽団、ATMアンサンブルのメンバー、日本チェロ協会評議委員を務める。京都市文化功労者。

## 使用楽器
使用楽器は、1700年製マッテオ・ゴフリラーである。

## 受賞
- 1976年 第23回文化放送音楽賞 受賞[5]
- 1977年 第46回日本音楽コンクール 第1位[6]
- 1977年 海外派遣コンクール 松下賞受賞[5]
- 1979年 第6回カサド国際チェロ・コンクール 優勝[2][5]
- 1982年 第1回京都府文化賞 新人賞受賞[7]
- 1993年 第5回飛騨古川町音楽大賞 奨励賞受賞[5]
- 1998年 ABC国際音楽賞受賞（ピアニストの迫昭嘉とのデュオ）[8]
- 2001年 第19回京都府文化賞 功労賞受賞[7]
- 2008年 第28回音楽クリティック・クラブ賞 受賞
- 2008年 京都府新世紀かがやき交流賞 受賞